# Chlorobistus redtenbacheri
Chlorobistus redtenbacheri är en insektsart som beskrevs av Bragg 200. Chlorobistus redtenbacheri ingår i släktet Chlorobistus och familjen Aschiphasmatidae. Inga underarter finns listade i Catalogue of Life.